# Thomen Stauch

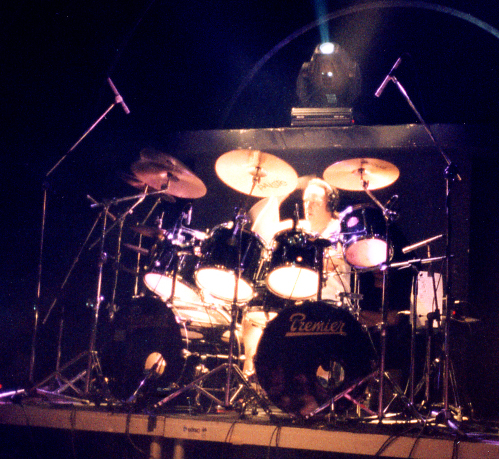
Stauch während eines Konzerts (2003)

Thomas „Thomen“ Stauch (* 11. März 1970 in Krefeld) ist ein deutscher Schlagzeuger. Von ihrer Gründung an bis zum Jahre 2005 spielte er bei der Metal-Band Blind Guardian. Ferner war er an den Bands Iron Savior, Heavenward und – als Gründungsmitglied – Savage Circus beteiligt. Zuletzt spielte er bei Coldseed, Seelenzorn und Serious Black.
Sein Künstlername „Thomen“ leitet sich aus seinem Vornamen ab. Ein weiterer Spitzname ist „The Omen“.

## Musikalischer Werdegang
Stauch begann im Betrieb seines Vaters eine Dachdeckerlehre, welche er jedoch nicht abschloss. Als Grund hierfür nennt er seine in dieser Zeit entdeckte Leidenschaft für Rockmusik, einhergehend mit dem Wunsch, selber in einer Band zu spielen. Im Jahre 1983 nahm Stauch Gitarrenunterricht bei André Olbrich, dem späteren Gitarristen von Blind Guardian, wobei er jedoch wenig Talent zeigte. Als er sich eines Tages im Proberaum spaßeshalber ans Schlagzeug setzte, ermutigte man ihn, zu diesem Instrument zu wechseln. Kurze Zeit später wurde die Band Lucifer’s Heritage gegründet, welche 1987 in Blind Guardian umbenannt wurde. Thomen Stauch spielte 20 Jahre in der Band und verließ die Gruppe 2005 aufgrund musikalischer Differenzen.
Im gleichen Jahr wurde von ihm und Piet Sielck die Band Savage Circus gegründet, mit dem Ziel, zu dem alten Blind-Guardian-Stil zurückzukehren. Das erste Album wurde am 29. August 2005 unter dem Titel Dreamland Manor veröffentlicht. Zeitgleich ging Stauch mit der Band Coldseed an den Start, bei der unter anderem die Blind-Guardian-Gastmusiker Michael Schüren (Keyboard) und Oliver Holzwarth (Bass) sowie Soilwork-Sänger Björn Strid mitwirken. Das Debütalbum Completion Makes the Tragedy wurde am 30. Juni 2006 veröffentlicht.
Nach der Veröffentlichung des Savage-Circus-Debütalbums Dreamland Manor nahm sich Stauch eine Auszeit aufgrund privater Beziehungsprobleme. Ersetzt wurde er in dieser Zeit durch den Iron-Savior-Schlagzeuger Thomas Nack. Am 17. August 2007 erklärten die verbleibenden Mitglieder von Savage Circus Stauch für entlassen, da sie es für ausgeschlossen hielten, dass er in absehbarer Zeit wieder einsatzfähig wäre. Stein des Anstoßes waren vor allem die Absage der Japan-Tour 2006, die die Band ohne ihn absolvieren musste, sowie die Absagen von zwei Festivalshows 2007. Die Bekanntgabe erfolgte öffentlich über die Website der Band, ohne Stauch persönlich zuvor zu informieren, was zu Streitigkeiten führte.
Stauch arbeitet derzeit an mehreren kleineren Projekten und war von 2008 bis 2009 der feste Schlagzeuger der NDH-Band Seelenzorn aus Darmstadt.
Mitte 2012 gab Savage Circus auf der offiziellen Facebook-Seite der Band bekannt, dass Thomen als fester Schlagzeuger zurückkehrt. Seitdem arbeitet die Band an ihrem dritten Studioalbum. Ende 2012 spielte Stauch als Sessiondrummer das dritte Stormrider-Album The Path of Salvation ein.
Er gehörte zur Gründungsbesetzung der Band Serious Black, deren Debütalbum As Daylight Breaks am 20. Januar 2015 über AFM Records erschien.
Seit 2019 ist er Mitglied der Band Mentalist, mit der er 2020, 2021 und 2022 drei Alben veröffentlicht hat. Auch engagiert er sich in der Band-Aquise für das Streamingportal ROKK.

## Instrumente
Thomen Stauch spielt ein Premier-Gen-X-Drumset mit Becken von Paiste, Racks von Gibraltar und Fußpedalen von DW. Als Drumsticks verwendet er 5B-Sticks von Vic Firth.

## Diskografie

### Mit Blind Guardian
- 1988: Battalions of Fear
- 1989: Follow the Blind
- 1990: Tales from the Twilight World
- 1992: Somewhere Far Beyond
- 1993: Tokyo Tales
- 1995: Imaginations from the Other Side
- 1996: The Forgotten Tales
- 1998: Nightfall in Middle-Earth
- 2002: A Night at the Opera
- 2003: Live

### Mit Iron Savior
- 1997: Iron Savior

### Mit Savage Circus
- 2005: Dreamland Manor
- 2009: Of Doom and Death (Album)

### Mit Coldseed
- 2006: Completion Makes the Tragedy

### Mit Serious Black
- 2015: As Daylight Breaks

### Mit Mentalist
- 2020: Freedom of Speech
- 2021: A Journey into the Unknown
- 2022: Empires Falling

### Als Sessiondrummer
- 2012: Stormrider: The Path of Salvation

### Gastbeiträge
- 1997: Watcher in the Sky (Iron Savior Version) auf Valley of the Kings (Maxi-Single) und Somewhere Out in Space (Album) von Gamma Ray
- 2010: Nothing Remains auf Easton Hope von Orden Ogan